# Пачелла (аеропорт)
Аеропо́рт «Пачелла» — аеропорт у місті Пачелла, Південний Судан.

## Розташування
Аеропорт розташований у місті Пачелла, яке є центром округу Пачелла, штат Джонглей, Південний Судан. Поряд знаходиться державний кордон з Ефіопією. Аеропорт знаходиться у південно-західній частині міста. До центрального аеропорту країни Джуба 375 км.

## Опис
Аеропорт знаходиться на висоті 600 метрів (2 000 футів) над рівнем моря, і має одну ґрунтову злітно-посадочну смугу, довжина якої невідома.

## Авіакомпанії і напрямки
Аеропорт пов'язаний регулярним авіасполученням з аеропортом Джуба. Рейси виконує авіакомпанія Авіалінії Південного Судану. Аееропорт використовується для чартерних рейсів туристів до національного парку «Бома».